# メルボルン・シャッフル
メルボルン・シャッフル（英: Melbourne shuffle）は、1980年代に発展したレイブ・ダンスの一種。エレクトロニック・ミュージックに合わせて踊るのが典型的であり、メルボルンのレイブ・シーンを発祥として1980-90年代にかけて流行した。ダンスの動きは、踵から足先にかけての素早い動き (heel-and-toe movement) か T・ステップ (T-step) からなり、ランニング・マンの一種およびそれに合わせた腕の動きを伴なう。このダンスの全盛期におけるメルボルンのクラブとしては、チェイサーズ、ヒート、マーキュリー・ラウンジ、ヴァイパー、トゥー・トライブス、PHD といったものがあった。
メルボルン・シャッフルは2012年にロンドンで流行した。また2014年にはオランダのダンス・シーンにも登場したと報じられ、そこでは「ウサギ踊り」(Konijnendans) と蔑んで呼ばれた。
また、2018年3月18日よりコナミアミューズメントから本ダンスをモチーフにしたダンスゲーム『DANCERUSH STARDOM』が稼働した。

## 技法

T・ステップ

ランニング・マンを遅くした動き

ダンスの基本的な動きにはT・ステップがあり、それにライニング・マンの一種が組み合わされる。このダンスは即興で行なうものであり、「リズムに合わせて、繰り返し足裏を内側へ、外側へと引き摺り、腕を上下へ、あるいは左右へと突き出す」。他に、360度スピンしたり、ジャンプしたり、横滑りするような動きも組み合わされる。
ダンサーによっては、足元の床にベビーパウダーをふり撒いたり、液体で濡らしたりして、足をスライドし易くすることもある。